# 로자 후토르 스키 센터

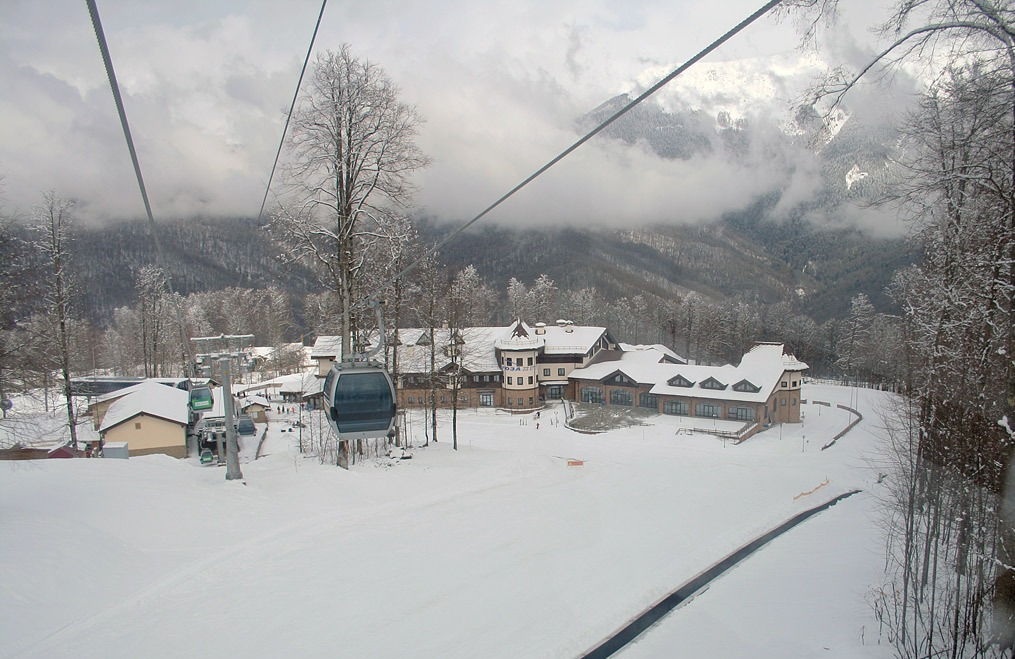

로자 후토르 스키 센터(러시아어: Горнолыжный центр Роза Хутор)는 러시아 크라스노다르 지방 Krasnaya Polyana에 있는 알파인 스키 리조트이다. 2003년에 지어지기 시작해 2011년에 완공된 이 리조트는 2014년 동계 올림픽 알파인 스키 경기가 열렸다.